# 拉博姆德特朗西特
拉博姆德特朗西特（法語：La Baume-de-Transit，法語發音：[la bom də tʁɑ̃zit]）是法国德龙省的一个市镇，属于尼永斯区。

## 地理
拉博姆德特朗西特（44°20'18"N, 4°51'56"E）面积12.05 平方千米，位于法国奥弗涅-罗讷-阿尔卑斯大区德龙省，该省份为法国东南部内陆省份，北起顺时针与伊泽尔省、上阿尔卑斯省、上普罗旺斯阿尔卑斯省、沃克吕兹省和阿尔代什省接壤。
与拉博姆德特朗西特接壤的市镇（或旧市镇、城区）包括：布谢、洛宗河畔蒙塞居尔、索莱里约、叙兹拉鲁斯、里什朗什、维桑。
拉博姆德特朗西特的时区为UTC+01:00、UTC+02:00（夏令时）。

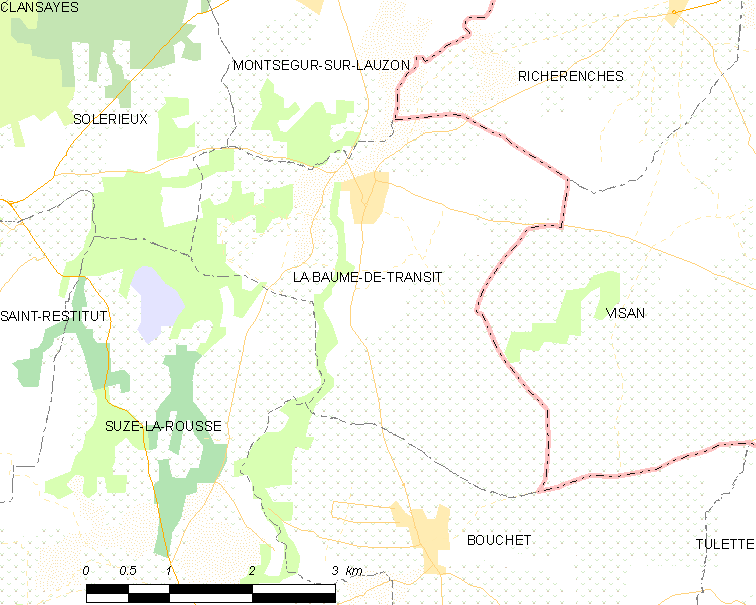
拉博姆德特朗西特的OSM定位图

## 行政
拉博姆德特朗西特的邮政编码为26790，INSEE市镇编码为26033。

## 政治
拉博姆德特朗西特所属的省级选区为格里尼昂县。

## 人口

1962-2008年间拉博姆德特朗西特人口变化图示

拉博姆德特朗西特于2022年1月1日时的人口数量为933人。